# لا (فلم 2022)
لا (بالإنجليزية: Nope) هُو فيلم رعب أمريكي قادم، بحيث سيكون من إخراج وكتابة جوردان بيل. الفيلم من بطولة كُل من دانييل كالويا وستيفن يون وكيكي بالمر، ومن المُقرر أن يصدر بتاريخ 22 يوليو 2022.

## طاقم التمثيل
- دانييل كالويا
- كيكي بالمر
- ستيفن يون
- باربي فيريرا
- براندون بيريا  [لغات أخرى]‏
- مايكل وينكوت

## الإنتاج
في 9 نوفمبر 2020، أُعلن عن أنه من المُقرر أن يصدُر فيلم جديد من إخراج وكتابة وإنتاج جوردان بيل، بحيث تُوزعه شركة يونيفرسال بيكشرز ابتداء من تاريخ 22 يوليو 2022. في فبراير 2021، أُعلن عن أن الثنائي كيكي بالمر ودانييل كالويا سيكونان ضمن طاقم تمثيل هذا الفيلم، في حين رفض جيسي بليمنز المُشاركة ضمن هذا العمل بسبب التزامه بتمثيل دور في فيلم قتلة زهرة القمر. في مارس 2021، انضم المُمثل ستيفن يون بدوره إلى طاقم التمثيل. انطلقت مرحلة التصوير الرئيسية لمشاهد الفيلم في 7 يونيو 2021 في لوس أنجلوس. كشف جوردان بيل عن مُلصق الفيلم وعُنوانه يوم 22 يوليو 2021، ثُم أُعلن لاحقا في نفس اليوم عن انضمام كُل من باربي فيريرا وبراندون بيريا ‏ ومايكل وينكوت إلى طاقم التمثيل.

## وصلات خارجية
- مقالات تستعمل روابط فنية بلا صلة مع ويكي بيانات